# راغنا كريمزون
راغنار كريمزون (باليابانية: ラグナクリムゾン، بالروماجي: Raguna Kurimuzon) هي سلسلة مانغا يابانية من تأليف ورسم دايكي كوباياشي، نشرت من قبل سكوير إنكس في مجلة غانغان جوكر، منذ 22 مارس 2017. تم تجميع فصول المانغا من قبل سكوير إنكس في 8 مجلدات تانكوبون، نشرت أول مجلد في 21 أكتوبر 2017.أنتجت المانغا إلى مسلسل أنمي تلفزيوني من قبل استوديو سيلفر لينك، ومن إخراج كين تاكاهاشي. عرض الأنمي في 1 أكتوبر عام 2023.

## القصة
تدور أحداث القصة في عالم حكمت فيه التنانين السماء و الأرض، راغنا صياد تنانين ليس لديه القوة في التعامل مع التنانين، يتعاون مع صديقته ليو، من أجل قتل التنانين.

## الشخصيات
راغنا (باليابانية: ラグナ، بالروماجي: Raguna)
أداء صوتي: تشياكي كوباياشي نوبوتوشي كانا (المستقبل)
كريمزون (باليابانية: クリムゾン، بالروماجي: Kurimuzon)
أداء صوتي: أيومو موراسي
ليونيكا (باليابانية: レオニカ، بالروماجي: Reonika)
أداء صوتي: إينوري ميناسي
ألتيماتيا (باليابانية: アルテマティア، بالروماجي: Arutematia)
أداء صوتي: رينا أويدا
غريمويلت (باليابانية: グリュムウェルテ، بالروماجي: Guryumuwerute)
أداء صوتي: تاكيهيتو كوياسو
ديساس تروا (باليابانية: ディザストロワ، بالروماجي: Dizasu Torowa)
أداء صوتي: شونسكي تاكيوتشي
تمروعتاف (باليابانية: メルグブデ، بالروماجي: Merugubude)
أداء صوتي: كوزو شيويا
مايكل (باليابانية: ミハイル، بالروماجي: Mihairu)
أداء صوتي: يوشيهيتو ساساكي
الملك فيمود (باليابانية: フェムド王، بالروماجي: Femudo Ō)
أداء صوتي: تاكاشي ماتسوياما
وولتيكاموي (باليابانية: ウォルテカムイ، بالروماجي: Worutekamui)
أداء صوتي: جونيتشي سوابي
سلايم (باليابانية: スライム، بالروماجي: Suraimu)
أداء صوتي: فيروز آي
كيميرا (باليابانية: キメラ، بالروماجي: Kimera)
أداء صوتي: ماميكو نوتو
غوليم (باليابانية: ゴーレム، بالروماجي: Gōremu)
أداء صوتي: هيروكي توتشي
ستاريا ريز (باليابانية: スターリア・レーゼ، بالروماجي: Sutāria Rēze)
أداء صوتي: رينا هيداكا
هازيلا (باليابانية: へゼラ، بالروماجي: Hezera)
أداء صوتي: ريو تسوتشيا
نيبيوليم (باليابانية: ネビュリム، بالروماجي: Nebyurimu)
أداء صوتي: دايكي ياماشيتا
تاراتكتورا (باليابانية: タラテクトラ، بالروماجي: Taratekutora)
أداء صوتي: ريوتا تاكيوتشي
أولتو زورا (باليابانية: オルト・ゾラ، بالروماجي: Oruto Zora)
أداء صوتي: ريوتارو أوكيايو
بورغيوس (باليابانية: ボルギウス، بالروماجي: Borugiusu)
أداء صوتي: كينيو هوريوتشي
دورنيا (باليابانية: ドルニーア، بالروماجي: Dorunīa)
أداء صوتي: كيسوكي كوموتو
بارون سييرا (باليابانية: バロム・シェエラ، بالروماجي: Baromu Sheera)
أداء صوتي: تاكويا ساتو
شانتيوراس (باليابانية: シャンティオラス، بالروماجي: Shantiorasu)
أداء صوتي: تاكويا إغوتشي
إساك ستيرن (باليابانية: アイザック・スターン، بالروماجي: Aizakku Sutān)
أداء صوتي: تومواكي ماينو
كريستوفر ألغرين (باليابانية: クリストファー・オルグレン، بالروماجي: Kurisutofā Oruguren)
أداء صوتي: كينجي هامادا
شين كاتلاس (باليابانية: シン・カトラス، بالروماجي: Shin Katorasu)
أداء صوتي: تاسوكو هاتاناكا
فو (باليابانية: フー، بالروماجي: Fū)
أداء صوتي: يوكيهيرو نوزوياما
غارم أولبان (باليابانية: ガルム・ウルバン، بالروماجي: Garumu Uruban)
أداء صوتي: شيرو سايتو
نازارينا تيلوزيان (باليابانية: ナサレナ・テルジアン، بالروماجي: Nasarena Terujian)
أداء صوتي: يو شيمامورا
مايوركا أبوت (باليابانية: マジョルカ・アボット، بالروماجي: Majoruka Abotto)
أداء صوتي: ماريكا كونو

## وصلات خارجية
- راغنار كريمزون على موقع سكوير إنكس